# 肉芽肿
肉芽肿（英語：granuloma）是因慢性炎症由巨噬细胞和其他细胞（免疫细胞、上皮样细胞）等增生聚集形成的局限性结节状病灶。分为感染性肉芽肿和异物性肉芽肿两大类。
当免疫系统识别外来物质但无法消灭时，会尝试将其围堵起来，此时肉芽肿就形成了。类似的外来物质主要是病原体，包括细菌和真菌，也包括其他物质，例如异物、角蛋白及手术缝合线片段等。